# Ludwik Witkowski

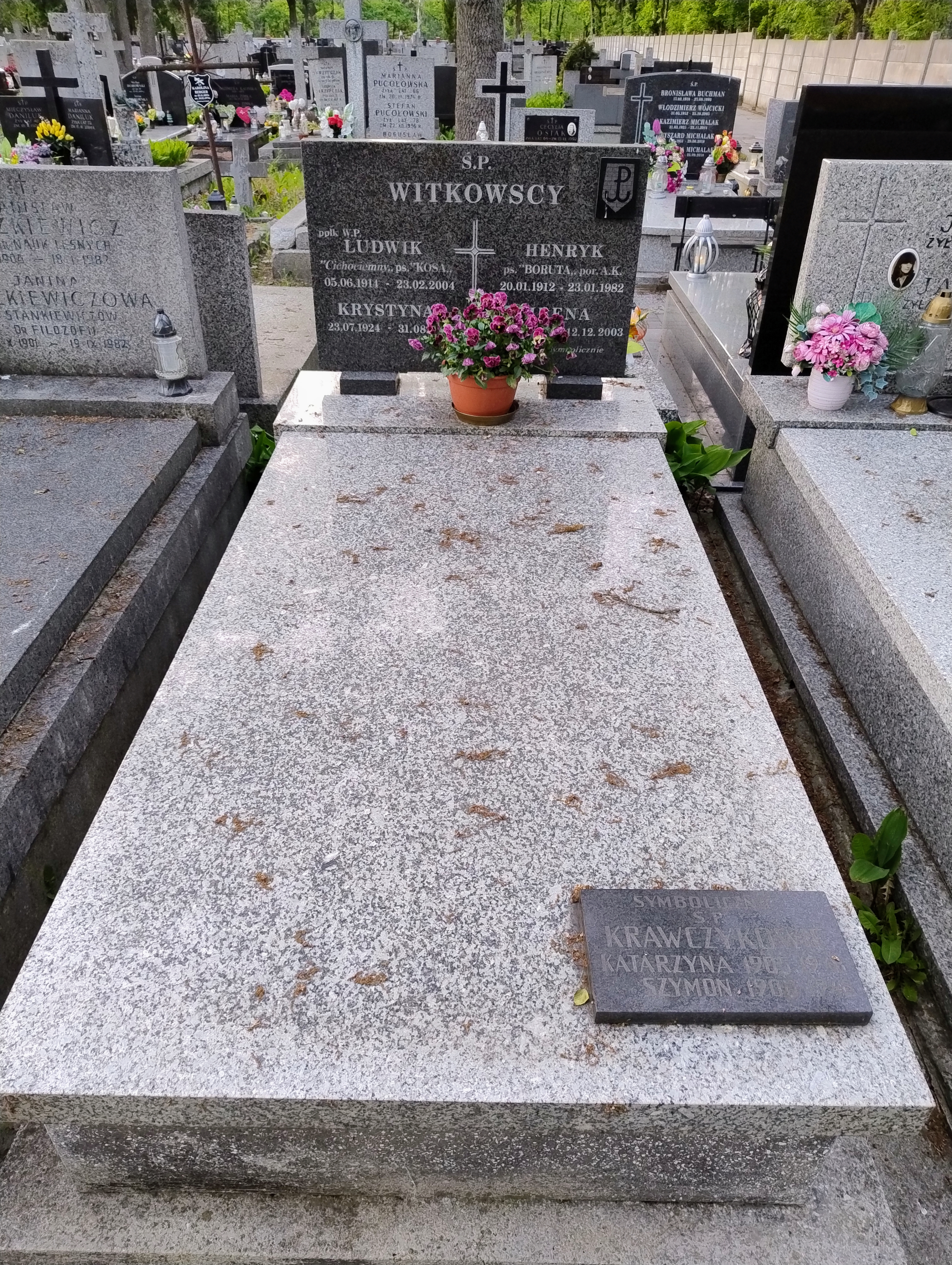
Grób Ludwika Witkowskiego

Ludwik Bonifacy Witkowski pseud.: Kosa, Pocisk, Michał vel Ludwik Wiertek vel Jan Konstanty Kobudziński vel Michał Gładysz, (ur. 5 czerwca 1914 w Niwce, obecnie dzielnicy Sosnowca, zm. 23 lutego 2004 w Warszawie) – polski bankowiec i wojskowy, oficer Wojska Polskiego, Polskich Sił Zbrojnych i Armii Krajowej, kapitan dyplomowany artylerii służby stałej, cichociemny, uczestnik kampanii wrześniowej i powstania warszawskiego. Kawaler Orderu Virtuti Militari. Znajomość języków: niemiecki, angielski. Zwykły Znak Spadochronowy nr 0114, Bojowy Znak Spadochronowy nr 1573.

## Życiorys

### Młodość i wykształcenie
Urodził się w rodzinie Ludwika, urzędnika pocztowego, i Anny z Naszydłowskich. Był młodszym bratem Henryka (1912–1982) ps. Boruta, porucznika Kedywu, który w powstaniu warszawskim walczył w jego oddziale. Od 1919 roku mieszkał w Warszawie, w 1927 roku ukończył tam szkołę powszechną. W związku ze śmiercią ojca (1926), po ukończeniu szkoły wyjechał do stryja do Sosnowca.
Po uzyskaniu świadectwa dojrzałości w Sosnowcu, od września 1934roku był słuchaczem kursu unitarnego Szkoły Podchorążych Piechoty w Różanie, w kwietniu 1935 roku został przydzielony do 31 Pułku Artylerii Lekkiej. Od 16 lipca 1935 uczył się w Szkole Podchorążych Artylerii w Toruniu. Po jej ukończeniu 11 listopada 1937 roku został awansowany na stopień podporucznika ze starszeństwem od 1 października 1937 roku i 66. lokatą w korpusie oficerów artylerii. Został przydzielony jako dowódca plutonu, później dowódca baterii 10 pułku artylerii ciężkiej w Przemyślu.

### Kampania wrześniowa
W kampanii wrześniowej 1939 roku do 21 września walczył jako oficer zwiadowczy XXIV Dywizjonu Artylerii Ciężkiej 24 Dywizji Piechoty. Wraz z dywizjonem dotarł do Lasów Janowskich oraz Żydaczewa pod Lwowem, następnie powrócił do Przemyśla. Był dwukrotnie zatrzymywany i aresztowany przy próbach przekroczenia granicy polsko-węgierskiej. 28 października przekroczył granicę, został internowany w Miszkolcu (Węgry). 18 grudnia dotarł do Francji, gdzie w koszarach Besieres wstąpił do Polskich Sił Zbrojnych. Został przydzielony jako instruktor w szkole podoficerskiej w Camp de Coëtquidan. Po upadku Francji był ewakuowany z La Rochelle węglowcem brytyjskim, 25 czerwca 1940 roku dotarł do Liverpoolu (Wielka Brytania). Przydzielono go do I dywizjonu 1 Pułku Artylerii Ciężkiej w Dundee. 

### Służba w kraju
Zgłosił się do służby w kraju. Został przeszkolony ze specjalnością w dywersji na kursach specjalnych dla kandydatów na cichociemnych, m.in. na kursie dywersyjno-strzeleckim (STS 25, Garramour), podstaw wywiadu (STS 31, Bealieu), spadochronowym (STS 51, Ringway), walki konspiracyjnej, odprawowym (STS 43, Audley End). Został zaprzysiężony na rotę ZWZ/AK 29 listopada 1942 roku w Audley End przez szefa Oddziału VI (specjalnego) Sztabu Naczelnego Wodza. Otrzymał awans na stopień porucznika, ze starszeństwem od 20 marca 1941 roku. 
Skoczył ze spadochronem do okupowanej Polski w nocy 20/21 lutego 1943 roku (ekipa skoczków nr: XXIII), w sezonie operacyjnym „Intonacja”, w operacji lotniczej „File” dowodzonej przez por. naw. Karola Gębika, na placówkę odbiorczą „Słoń” w pobliżu wsi Kotlice ok. 20 km od Chęcin oraz Borszowice, ok. 12 km od Pińczowa. Skok z samolotu Halifax DT-726 „H” (138 dywizjon RAF, załoga: pilot – F/O Jan Miszewski, pilot – F/O Stanisław Machej / nawigator – F/O Karol Gębik / i in.). Razem z nim skoczyli: por. Walery Krokay ps. Siwy, por. Ryszard Nuszkiewicz ps. Powolny, ppor. Witold Pic ps. Cholewa. Skakał razem z radiostacją, na skutek bardzo silnego wiatru doznał obrażeń, będąc ciągniętym przez spadochron po ziemi. Skoczkowie przerzucili 192 tys. dolarów w banknotach na potrzeby AK (tylko tyle miał kwatermistrz VI Oddziału w kasie, a mjr Perkins nie mógł wypłacić większej gotówki z banku w sobotę). Zrzucono także sześć zasobników oraz dwa bagażniki. Samolot szczęśliwie powrócił do bazy po locie trwającym 12 godzin 37 minut.
Po aklimatyzacji do realiów okupacyjnych w Warszawie został przydzielony do Kedywu Okręgu Śląsk AK, ale przydział nie został zrealizowany. Po wyleczeniu obrażeń doznanych podczas skoku i z choroby (dyzenteria) został przydzielony do Kedywu Okręgu Warszawa AK. Od lipca 1943 roku był dowódca oddziału dyspozycyjnego tzw. Batalionu Saperów Praskich kpt. Józefa Pszennego „Chwackiego”. Od 1 sierpnia był dowódcą własnego oddziału dyspozycyjnego „Kosy”, utworzonego po wydzieleniu czterech sekcji z dyspozycyjnego patrolu minerskiego, od maja 1944 roku pod nazwą Oddział Dyspozycyjny „B” (błędnie określany jako „Kolegium B”). Oddział liczył 63 żołnierzy, w tym: 2 oficerów, 6 podchorążych, 13 podoficerów oraz 33 szeregowców, a także pięć osób patrolu sanitarnego i czterech gońców. Podstawowym zadaniem Oddziału była ochrona komendanta Okręgu Warszawa AK płk. Antoniego Chruściela ps. Monter. Współdziałał z oddziałem „Skryty” cichociemnego por. Józefa Czumy ps. Skryty.
Od listopada także służył jako zastępca komendanta Kedywu okręgu. Jego zastępcą oraz dowódcą patrolu w oddziale dyspozycyjnym był od lutego 1943 roku jego starszy brat, Henryk Witkowski ps. Boruta. Do 31 lipca 1944 roku oddział „Kosy” przeprowadził kilkadziesiąt brawurowych akcji bojowych, w tym m.in.:
- opanowanie (w sile około 70 żołnierzy) stacji kolejowej Skruda i zdobycie broni z zatrzymanego pociągu transportowego (11/12 września 1943 roku)
- akcja na pociąg towarowy koło Choszczówki (27/28 września)
- opanowanie stacji Dębe Wielkie i zatrzymanie pociągu towarowego (4/5 października)
- atak na niemiecki samochód policyjny przeprowadzający łapanki uliczne przy ul. Świętokrzyskiej w Warszawie (22 października, zabito 2 Niemców, 4 raniono). Tego samego dnia w tym samym miejscu zaatakowano 4 samochody z żandarmami
- wiele akcji likwidacyjnych.

Od 26 lipca 1944 roku dowódca Oddziału Osłony Kwatery Głównej Komendy Okręgu Warszawa AK.

### Powstanie warszawskie
Przed powstaniem warszawskim 26 lipca 1944 roku, wykonując rozkaz koncentracji, zgrupował dowodzone przez siebie plutony w budynkach przy ul. Jasnej 20, Szpitalnej 12 oraz narożnym budynku u zbiegu ulic Sienkiewicza i Marszałkowskiej (obecnie siedziba oddziału PKO BP). 1 sierpnia 1944 roku pół godziny przed godz. 17 jeden z plutonów zaatakował Hotel Victoria (ul. Jasna 22), który został zdobyty po ciężkiej walce. W ataku uczestniczyli także żołnierze cichociemnego mjr Bolesława Kontryma ps. Żmudzin. W zdobytym budynku ulokował się sztab Okręgu z Antonim Chruścielem „Monterem” na czele. Później sztab przeniesiono do gmachu PKO oraz kina „Palladium”.
8 i 20 sierpnia uczestniczył w atakach na budynek PAST-y, komendę policji, kościół św. Krzyża i Hale Mirowskie. 15 września 1944 roku został odznaczony Krzyżem Walecznych po raz pierwszy, 17 września 1944 otrzymał awans na stopień kapitana. Po kapitulacji powstania przebywał w niewoli niemieckiej, w obozie w Lamsdorf i Oflagu VII A Murnau, 29 kwietnia 1945 roku został uwolniony przez wojska amerykańskie.

### Po wojnie
29 czerwca 1945 roku zameldował się w Oddziale VI (Specjalnym) Sztabu Naczelnego Wodza w Londynie. W 1946 roku ukończył VI kurs Wyższej Szkoły Wojennej na obczyźnie, uzyskując tytuł oficera dyplomowanego. Do września 1946 roku służył w Polskich Siłach Zbrojnych na Zachodzie i kolejne 2 lata w Polskim Korpusie Przysposobienia i Rozmieszczenia. 
Pod koniec 1948 roku powrócił do Polski, inwigilowany przez Urząd Bezpieczeństwa i Służbę Bezpieczeństwa. Od lutego 1949 do lipca 1952 roku pracował jako: kierownik referatu Departamentu Zagranicznego Narodowego Banku Polskiego. W 1952 roku został zwolniony wskutek represji, od grudnia 1952 do marca 1957 roku pracował jako naczelnik Wydziału Importu Centralnego Zarządu Zaopatrzenia Przemysłu Ciężkiego. Przywrócony do pracy w NBP w roku 1957, pracował jako starszy kontroler rachunkowy w Departamencie Zagranicznym NBP, następnie jako naczelnik wydziału Departamentu Informatyki NBP. W 1978 roku przeszedł na emeryturę.
Zmarł 23 lutego 2004 roku w wieku 89 lat. Został pochowany na cmentarzu w Marysinie Wawerskim. 

## Życie prywatne
W 1952 roku ożenił się z Krystyną Kruszewską (ur. w 1924), z którą miał dwoje dzieci: Joannę (ur. w 1954) i Michała (ur. w 1956).

## W kulturze
Wspólnie z bratem Henrykiem napisał książkę pt. Kedywiacy (Warszawa, 1973, Instytut Wydawniczy „Pax”). Wystąpił w filmie dokumentalnym Cichociemni z 1989 (scenariusz i reżyseria Marek Widarski; wystąpili w nim również: Stefan Bałuk, Bronisław Czepczak vel Górecki, Stefan Ignaszak, Stanisław Jankowski, Wacław Kopisto, Tomasz Kostuch i Józef Nowacki).

## Ordery i odznaczenia
- Krzyż Srebrny Orderu Virtuti Militari
- Krzyż Walecznych – 15 września 1944
- Złoty Krzyż Zasługi z Mieczami
- Krzyż Armii Krajowej
- Zwykły Znak Spadochronowy nr 0114
- Bojowy Znak Spadochronowy nr 1573